# Філіпов Віктор Петрович

Новатори заводу «Арсенал» ім. В. І. Леніна, Герої Соціалістичної Праці (зліва направо): Г. Я. Царик, В. П. Філіпов, М. Г. Павленко. 1966 р.

Віктор Петрович Філіпов (14 жовтня 1927, місто Київ — 14 серпня 1995, місто Київ) — український радянський діяч, оптик-механік Київського заводу «Арсенал», новатор виробництва. Герой Соціалістичної Праці (1961). Член Ревізійної Комісії КПУ в 1961—1971 р. Кандидат в члени ЦК КПУ в 1971—1976 р.

## Біографія
Народився у родині київського робітника.
З 1947 року — складальник-механік, слюсар, оптик-механік Київського заводу імені Леніна «Арсенал».
Член КПРС з 1957 року.
У 1961 році брав участь у підготовці технічних робіт до запуску космічної ракети із Юрієм Гагаріним на борту в космос. За це отримав звання Героя Соціалістичної Праці закритим указом Президії Верховної Ради СРСР.
Працював бригадиром бригади комуністичної праці цеху № 9 Київського заводу «Арсенал» імені Леніна.
Потім — на пенсії у місті Києві.

## Нагороди
- Герой Соціалістичної Праці (17.06.1961)
- орден Леніна (17.06.1961)
- ордени
- медалі